# 乔治·伽莫夫
乔治·伽莫夫（英語：George Gamow，1904年3月4日—1968年8月20日），原名格奧爾基·安東諾維奇·伽莫夫（俄語：Георгий Антонович Гамов），美国-苏联物理学家、宇宙學家、科普作家，热大爆炸宇宙学模型的创立者，也是最早提出遺傳密碼模型的人。

## 生平
伽莫夫1904年生于乌克兰的敖德萨，父亲是教师。伽莫夫少年时期经历了战争和革命的动乱，1922年进入新俄罗斯大学就读，不久转到列宁格勒大学攻读光学，曾师从著名宇宙学家亚力山大·弗里德曼学习弗里德曼宇宙模型。1928年获得博士学位。1928年到1932年间曾先后在德国哥廷根大学、丹麦哥本哈根大学尼爾斯·波耳研究所和英国剑桥大学卡文迪许实验室师从著名物理学家玻尔和卢瑟福从事研究工作。在哥廷根大学期间，伽莫夫成功地将量子理论应用到原子核的研究，解释了α衰变。
1931年，伽莫夫被召回苏联，任命为列宁格勒科学院首席研究员，并在列宁格勒大学担任物理教授。当时斯大林制度下，伽莫夫感到自己富于想象力的天性受到压制，很不开心。1933年出席在比利时布鲁塞尔召开的第七次索爾維會議时，伽莫夫抓住机会离开了苏联。离开苏联后，伽莫夫在法国巴黎的居里研究所从事研究，1934年移居美国，在密执安大学担任讲师，同年秋天被聘为哥伦比亚特区的乔治华盛顿大学教授。在乔治华盛顿大学工作期间，伽莫夫主要从事宇宙学和天体物理学研究，发展了大爆炸宇宙模型，并且研究了宇宙初始阶段化学元素起源的问题，这个时期是他学术生涯的顶峰，取得了一系列重要的研究成果。1954年起，伽莫夫担任伯克利加州大学教授，1956年起任科罗拉多大学教授，并将研究中心转向分子生物学。这期间，伽莫夫提出了DNA分子的“遗传密码”。

## 貢獻

### 大爆炸理論
现代宇宙大爆炸理论是在1932年由比利时牧师勒梅特首次提出的。1940年代，伽莫夫与他的两个学生——拉尔夫·阿尔菲和罗伯特·赫尔曼一道，将相对论引入宇宙学，提出了热大爆炸宇宙学模型。热大爆炸宇宙学模型认为，宇宙最初开始于高温高密的原始物质，温度超过几十亿度。随着宇宙膨胀，温度逐渐下降，形成了现在的星系等天体。他们还预言了宇宙微波背景辐射的存在。1964年美国无线电工程师阿诺·彭齐亚斯和罗伯特·威尔逊偶然中发现了宇宙微波背景辐射，证实了他们的预言。
二十世纪40年代，伽莫夫指派阿尔菲研究了大爆炸中元素合成的理论。在阿尔菲1948年提交的博士论文中，伽莫夫说服了汉斯·贝特把他的名字署在了论文上，又把自己的名字署在最后，这样，三个人名字的谐音恰好组成前三个希腊字母α、β、γ。于是这份标志宇宙大爆炸模型的论文以阿尔弗、贝特、伽莫夫三人的名义，在1948年4月1日愚人节那天发表，称为αβγ論文。

### DNA遺傳密碼
1928年，伽莫夫在哥廷根大學就讀期間，結識馬克斯·德爾布呂克。1940年代，德爾布呂克在冷泉港實驗室開設噬菌體研究課程，形成噬菌體集團，華森也是其中一員。
1953年，伽莫夫參與德爾布呂克在冷泉港召開的研討會，華森、克里克在會中介紹了他們新發現的DNA雙螺旋結構。伽莫夫在會後寫了信件給華森與克里克，提出他的想法。在信件中，伽莫夫先列出25種最常見的胺基酸，根據DNA的四種核酸為20種胺基酸進行編碼的想法，建立了一個數學模型。他是首位以密碼學角度來思考DNA的學者。華森、克里克發現伽莫夫的想法中，許多化學與生物學細節都是錯誤的，例如伽莫夫完全不了解RNA的角色。但是根據伽莫夫的想法，華森、克里克列出了正確的20種胺基酸，並將他們的修正後的想法，回信給伽莫夫。
伽莫夫隨後在柏克萊加州大學組織了一個非正式的研究小組，稱為RNA領帶俱樂部（RNA Tie Club），針對RNA遺傳密碼進行研究。1955年，克里克提出轉接子假說，他利用伽莫夫的編碼概念，但是推翻了先前伽莫夫提出的編碼方案。因此，伽莫夫根據胺基酸出現在蛋白質中的頻率進行分類，提出三個核酸一組為20個氨基酸編碼的概念，形成遺傳密碼學說。

### 科普作品
伽莫夫还是一位优秀的科普作家，被科普界奉为一代宗师。在他一生正式出版的25部著作中，有18部是科普作品，其中最具代表性的是《物理世界奇遇记》。在这部作品中，伽莫夫成功地塑造了只懂数字不懂科学的银行职员汤普金斯先生这个人物形象，通过他梦游物理幻境的奇妙经历，以诙谐、幽默、生动的语言将物理学的重要概念介绍给读者，获得了极大的成功。1956年，伽莫夫获得联合国教科文组织颁发的卡林伽科普奖。

## 主要著作
- ：《物理世界奇遇记》，1965年。
- ：《从一到无穷大》，1947年。
- ：《震惊物理学的三十年：量子理论的故事》，1966年。

## 参阅
- 大爆炸理论
- αβγ理论